# Рожнов, Владимир Сергеевич
Владимир Сергеевич Рожнов (1928—1992) — советский учёный, доктор экономических наук, профессор.
Автор большого количества учебников и учебных пособий, монографий, брошюр и статей.

## Биография
Родился 6 января 1928 года.
В 1952 году окончил Московский финансовый институт (МФИ, ныне Финансовый университет при Правительстве РФ), затем — аспирантуру этого же вуза. С 1955 года — преподаватель МФИ на кафедре «Счетные машины и их эксплуатация»; с 1963 по 1985 годы заведовал кафедрой «Автоматизированная обработка экономической информации» (в настоящее время «Информационные технологии»). С 1985 по 1992 годы Рожнов был проректором Московского финансового института по научной работе.
В 1972 году защитил докторскую диссертацию, руководил аспирантами, подготовил свыше 70 кандидатов наук, был научным консультантом по докторским диссертациям. Являлся автором учебников и учебных пособий по машинной обработке информации, вычислительным машинам и программированию. Также был членом рабочей группы ЦСУ СССР по определению качества методологических разработок по бухгалтерскому учету, заместителем председателя Научно-методического совета Министерства высшего и среднего специального образования СССР, председателем комиссии ВСНТО по проблемам учета. В. С. Рожнов считается одним из основоположников школы автоматизированных информационных технологий.
Также Владимир Сергеевич занимался общественной деятельностью — принимал участие в советско-итальянских встречах по экономике, консультировал зарубежных специалистов по экономическим аспектам компьютеризации и информатизации, являлся членом Центрального правления общества «СССР-Италия».
Умер 20 января 1992 года. Был награжден медалями.

## Труды
Список некоторых трудов:
- Рожнов В. С. Автоматизация учета на промышленных предприятиях. — М.: Экономика, 1969. − 56 с.
- Рожнов В. С. Информационное обеспечение хозяйственной деятельности предприятия. — М : Финансы и статистика, 1987. − 144 с.
- Рожнов В. С. Вычислительная техника: Учебник / Рожнов В. С., Юрьев В. Н., Зверев А. Г. — М.: Финансы и статистика, 1977. − 230 с.
- Рожнов В. С. Машинная обработка экономической информации (общие вопросы): Учебник / Рожнов В. С., Косарев В. П. — М.: Финансы и статистика, 1979. − 191 с.
- Механизация учета и вычислительных работ: Учебник / Исаков В. И., Рожнов В. С. — М.: Статистика, 1968. − 416 с.
- Механизированная обработка экономической информации в учреждениях Госбанка / Рожнов В. С., Каганович А. Ю., Шибаев Ю. А. — М. : Финансы, 1968. − 264 с.
- Механизация управления производством / Московский финансовый институт; Авт. кол.: Либерман В. Б., Рожнов В. С., Петрова Г. М. и др . — М. : Экономика, 1969. − 158 c.
- Применение вычислительной техники для обработки экономической информации / Московский финансовый институт; Ред. кол. Рожнов В. С., Либерман В. Б., Косарев В. П. — М.: МФИ, 1972. − 152 с.
- Автоматизированные системы обработки финансово-кредитной информации: Учебник / Под ред. В. С. Рожнова. -М.: Финансы и статистика, 1990. − 255 с.
- Автоматизирна обработка на отчетната информация в поделенията на промишлените организации / Рожнов В. С., Нейков М., Волков С. И. и др. — Варна : Книгоиздательство «Г. Бакалов», 1980. − 264 с. (болг.)